# Alma Española
Alma Española fue una revista editada en Madrid entre 1903 y 1904.

## Historia
La revista ha sido relacionada con la generación del 98. Su primer número aparecería el 8 de noviembre de 1903 y su último ejemplar fue publicado el 30 de abril de 1904, una vida de apenas seis meses. Fue fundada por Gabriel Ricardo España y dirigida sucesivamente por José Martínez Ruiz «Azorín», Gregorio Martínez Sierra y Alfonso Ruiz de Grijalba.
De periodicidad semanal y con un precio de 10 céntimos, en ella aparecieron las firmas de autores como Miguel de Unamuno, Emilia Pardo Bazán, Vicente Medina, Vicente Blasco Ibáñez, Ramiro de Maeztu, Carlos Luis de Cuenca, Luis de Tapia, Juan Maragall, los hermanos Alejandro Sawa y Miguel Sawa, Luis Morote, Luis Bonafoux, Antonio Palomero, Julio Burell, Conrado Solsona o Genaro Alas, entre otros.